# كونستانتين كريستيان ديدكايند
كونستانتين كريستيان ديدكايند (بالألمانية: Constantin Christian Dedekind)‏ (و. 1628 – 1715 م) هو ملحن، ومؤلف، وواضع كلمات الأوبرا، وكاتب ألماني، توفي في درسدن، عن عمر يناهز 87 عاماً.

## روابط خارجية
- كونستانتين كريستيان ديدكايند على موقع ميوزك برينز (الإنجليزية)
- كونستانتين كريستيان ديدكايند على موقع ديسكوغز (الإنجليزية)